# Primula deorum
Primula deorum — вид дводольних рослин роду Первоцвіт (Primula) родини Первоцвітові (Primulaceae). Рослина вперше описана чеським ботаніком Йозефом Веленовським у 1890 році. Льодовиковий релікт.
Місцева (болгарська) назва — «рілска ігліка».

## Поширення та опис
Ендемік Болгарії, поширений на ділянках гірських масивів Вітоша (гори Голям-Резен і Черні-Врих) та Ріла, на висоті 1900—2800 м.
Багаторічна трав'яниста рослина з довгим горизонтальним або похилим кореневищем. Стебло прямостояче, заввишки до 39 см, зеленого або фіолетового кольору. Листя ланцетової форми, м'ясисте. Суцвіття — зонтик, що несе 2-22 квітки темно-фіолетового кольору, трубчастої форми. Плід — коробочка.
Населяє вологі місця; зустрічається вздовж струмків, озер та боліт.

## Зауваження щодо охорони
Внесений у Червону книгу Болгарії як вразливий вид. Перебуває під особливою охороною з боку місцевого уряду. Основною загрозою для існування виду вважається зміна природних умов, викликаних посухою та сходженням лавин. Діяльність туристів на ділянках виростання також чинить негативний вплив на рослину.

## Синоніми
Назва-синонім — Auricula-ursi deorum (Velen.) Soják.